# Ministeri de Defensa de Rússia

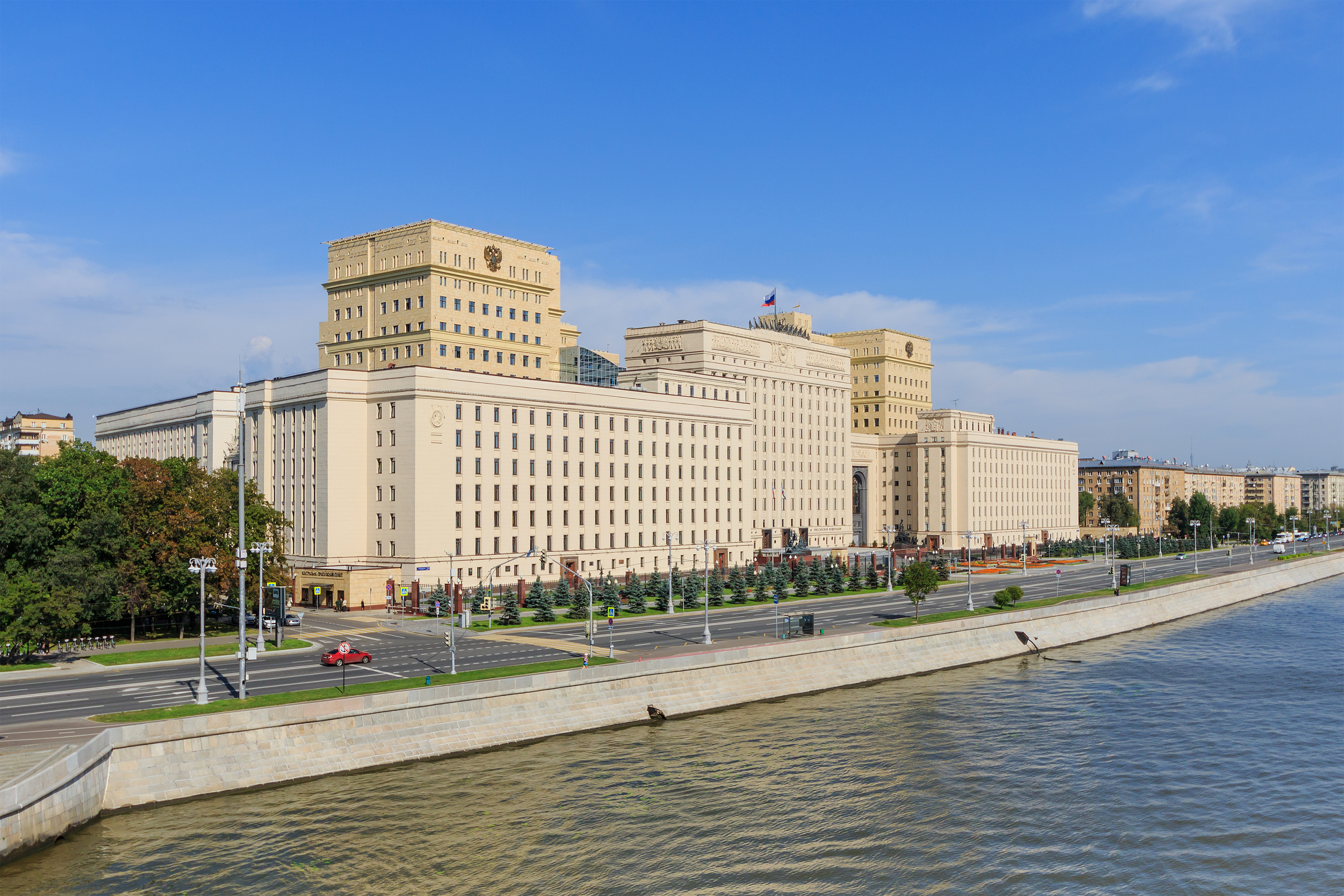
Edifici principal del ministeri al carrer Vozdvijenka de Moscou.

El Ministeri de Defensa de la Federació de Rússia (rus: Министерство обороны Российской Федерации Ministerstvo oboroni Rossiiskoi Federatsii) informalment abreujat com a МО o МО РФ) exerceix la direcció administrativa i operativa de les Forces Armades de la Federació de Rússia.
El ministre rus de Defensa és el cap nominal de totes les Forces Armades, sota la dependència del president de la Federació de Rússia, que és el Suprem Comandant en Cap de les Forces Armades de la Federació de Rússia. Amb aquesta capacitat, el ministre dirigeix el dia a dia de l'autoritat administrativa i operativa de les forces armades. El Major General, l'òrgan executiu del Ministeri de Defensa, implementa les instruccions i ordres operatives del ministre de Defensa. La Duma Estatal exerceix l'autoritat legislativa sobre el Ministeri de Defensa a través del Govern de Rússia, que és nominalment responsable del manteniment de les forces armades en el nivell adequat de preparació.
L'edifici principal del ministeri, construït en la dècada de 1980, es troba a la plaça d'Arbatskaia, prop de carrer Arbat, a Moscou. També a Moscou hi ha altres edificis del ministeri. L'alt òrgan suprem encarregat de la gestió i supervisió de les Forces Armades del Ministeri és el Centre Nacional de Gestió de Defensa (rus: Национальный центр управления обороной РФ), que es troba a Frunze Naberejnaia, i és responsable de la centralització del comandament de les Forces Armades.
L'actual ministre de Defensa del país és Andrei Beloússov.

## Llista de ministres de Defensa
| Foto | Foto | Nom                  | Grau militar                                   | Data d'entrada        | Data de sortida       | President                      |
| ---- | ---- | -------------------- | ---------------------------------------------- | --------------------- | --------------------- | ------------------------------ |
| 1    |      | Konstantín Kobets    | Coronel General General d'Exèrcit              | 20 d'agost de 1991    | 9 de setembre de 1991 | Borís Ieltsin                  |
| 2    |      | Ievgueni Xàpoixnikov | General d'Exèrcit                              | 9 de setembre de 1991 | 7 de maig de 1992     | Borís Ieltsin                  |
| 3    |      | Borís Ieltsin        | Fora de línia                                  | 16 de març de 1992    | 18 de maig de 1992    | Ell mateix                     |
| 4    |      | Pàvel Gratxov        | General d'Exèrcit                              | 18 de maig de 1992    | 18 de juny de 1996    | Borís Ieltsin                  |
| 5    |      | Mikhaïl Kolésnikov   | General d'Exèrcit                              | 18 de juny de 1996    | 17 de juliol de 1996  | Borís Ieltsin                  |
| 6    |      | Ígor Rodiónov        | Coronel General General d'Exèrcit a la reserva | 17 de juliol de 1996  | 22 de maig de 1997    | Borís Ieltsin                  |
| 7    |      | Ígor Serguéiev       | Mariscal de la Federació Russa                 | 22 de maig de 1997    | 28 de març de 2001    | Borís Ieltsin Vladímir Putin   |
| 8    |      | Serguei Ivànov       | Coronel General a la reserva                   | 28 de març de 2001    | 15 de febrer de 2007  | Vladímir Putin                 |
| 9    |      | Anatoli Serdiukov    | Fora de línia                                  | 15 de febrer de 2007  | 6 de novembre de 2012 | Vladímir Putin Dmitri Medvédev |
| 10   |      | Serguei Xoigú        | General d'Exèrcit                              | 6 de novembre de 2012 | 12 de maig de 2024    | Vladímir Putin                 |
| 11   |      | Andrei Beloussov     | Fora de línia                                  | 12 de maig de 2024    | Actualitat            | Vladímir Putin                 |